# Спорт-буль
Спорт-буль (фр. sport-boules) или буль (фр. boules), также лио́нские шары́ (фр. boules lyonnaises) — игра в шары французского происхождения, распространённая прежде всего в Лионе и регионе Овернь — Рона — Альпы. Родственна другим играм в шары (например, петанку, бочче и боулз).
Игра чрезвычайно старая, по некоторым свидетельствам существовала уже во времена Римской империи. Правила впервые были кодифицированы в 1850 году. Первый регулярный чемпионат прошёл в 1894 (по другим данным — в 1900) году. В 2018 году ожидается проведение 32 международных турниров на всех континентах под эгидой Всемирной конфедерации спортивных игр в шары. Спорт-буль планируется к включению в число олимпийских видов к Олимпиаде 2024 года в Париже.

## История
Игра родственна другим играм в шары (например, провансальскому петанку, итальянской бочче и английской боулз) и происходит из города Лиона.
Альманах Ашетт за 1926 год писал: «Это самая древняя игра на свежем воздухе; говорят, в Галлию её принесли легионеры Цезаря».
Спорт-буль начал выделяться из других игр в мяч в XVIII веке и первоначально назывался жё де грос буль (фр. jeu de grosses boules — игра в большие шары). Игра окончательно сформировалась к 1850 году. Сперва в неё играли на набережных Роны и Соны, затем — во дворах и на площадях города. Первым клубом булистов был «Кло Жув» (фр. clos Jouve) в лионском районе Круа-Русс. Первый регулярный чемпионат прошёл 1894 году (по другим данным — в 1900 году) на главной площади Лиона — Белькур, в нём приняли участие 1200 игроков.

## Правила игры
Уже в начале XX века появлялись описания правил игры в спорт-буль, как например, в брошюре 1914 года издания. Правила игры были унифицированы и кодифицированы в 1927 году.

### Инвентарь
Для игры в спорт-буль используют метательные шары-були из металла или специального пластика — бо́льшие по размеру и по весу, чем шары для петанка. Они должны быть идеально сферическими (допустимый отступ 0,2 мм) и откалиброванными по весу. Использование дополнительных грузил на одной из сторон запрещено. Игроки могут выбирать були по весу и по размеру в зависимости от своих предпочтений, но они ограничены рамками правил: вес должен составлять от 900 до 1200 граммов, диаметр — от 90 до 100 мм (для женщин и юниоров допускается вес от 800 граммов, а диаметр — от 88 мм). Поверхность шара может быть гладкой или иметь бороздки в 1—2 мм. Допускается гравировка инициалов игрока на шарах.
Вторым необходимым аксессуаром является шар-бют, называемый также пробкой (фр. bouchon) или малышом (фр. petit). Этот шар изготавливается из древесины (обычно — из самшита), он не должен иметь ни металлического покрытия, ни какой бы то ни было гравировки. Его размер несколько больше, чем у используемого при игре в петанк, диаметр должен составлять 35—37 мм. Этот шар бросают в начале игры, в дальнейшем он служит мишенью для булей.

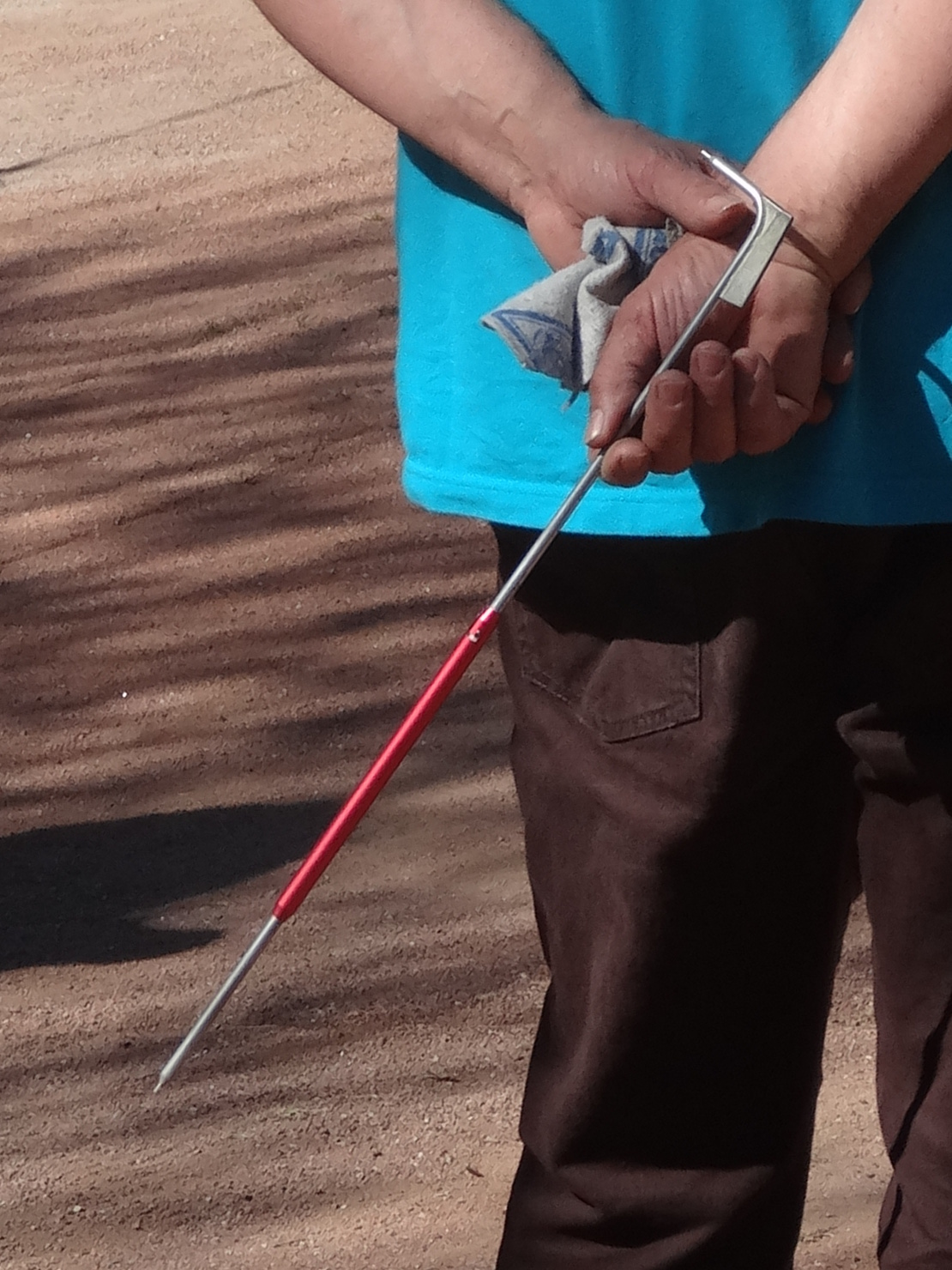
«Полтинник»

Ещё одним необходимым приспособлением является металлическая (обычно стальная) измерительная палочка, называемая полтинником (фр. le cinquante). Полтинник выполнен в форме буквы L — бо́льшая сторона имеет длину в 50 см, а меньшая — 5 см, его диаметр составляет 4—6 мм и оба его конца заточены. Полтинник используют для того, чтобы разметить площадку до начала игры, а в процессе игры проводить измерения и маркировку положения шаров. Обычно каждая из команд имеет свой полтинник, их сравнивают перед началом состязаний.

### Площадка для игры
| 4             | 3             | 2             | 1        | 2    | 3    | 4 |      |
| линия броска↗ | линия броска↗ | линия броска↗ | линия 1↗ | л.2↗ | л.3↗ |   | ↖л.4 |

Игра происходит на площадке размером от 26,50 до 27,50 метров в длину и от 2,50 до 4 метров в ширину. Традиционная площадка земляная, с тонким слоем песка на поверхности. Игра происходит как на открытом воздухе, так и в специальных помещениях — булодромах, где вместо земли используется специально разработанное синтетическое покрытие. Во Франции существуют около 500 булодромов, из них около 300 — в регионе Овернь — Рона — Альпы, в которых ежегодно проводятся около 5 миллионов игр.
Средняя часть площадки (1) имеет длину от 11,50 до 12,50 метров в зависимости от категории игроков. Справа и слева от средней части есть 3 симметрично расположенные зоны: зона 2 имеет длину от 3,50 до 5 метров представляет собой зону для бросков и для местонахождения шаров, то есть ту, где происходит игра. Зона 3 имеет длину от 1,50 до 3,50 метров — в этой зоне игра может иногда происходить. В зоне 4 длиной 0,5 метров игра не производится, на её краю стоят деревянные щиты, предотвращающие возможность для шаров вылететь за пределы площадки.
Игрок располагается у дальней от центра части зоны 2, разбегается и бросает от линии броска буль, который должен приземлиться на участке между противоположной линией броска (линией 1) и максимальной линией (линией 2). Линия 3 называется линией проигрыша — попавшие туда бюты и були считаются потерянными.

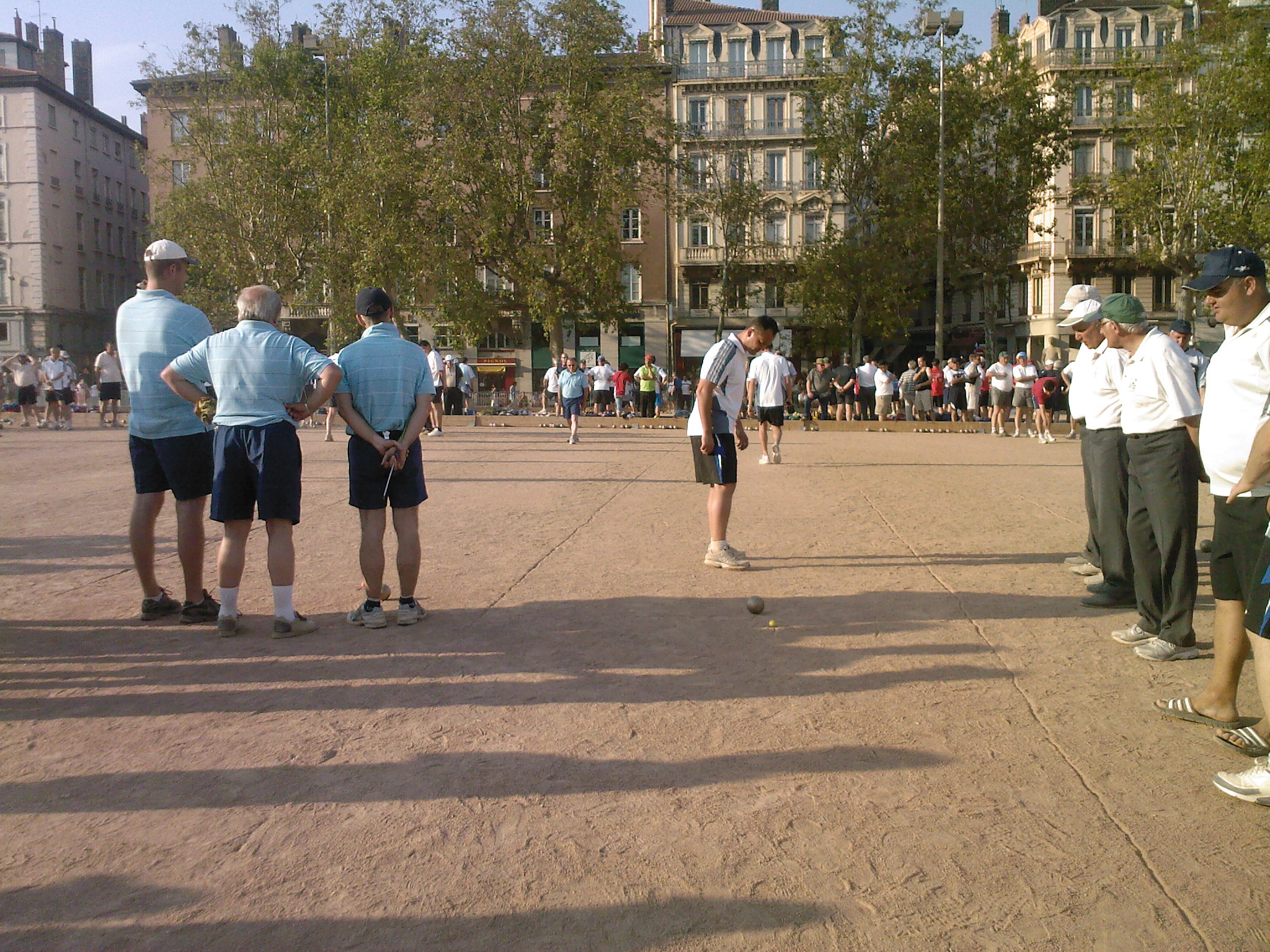
Турнир по спорт-булю на главной площади Лиона — Белькур.

### Дисциплины
Французская федерация спорт-буля признаёт 6 разновидностей игры:

#### Традиционная игра
Традиционная игра (фр. jeu traditionnel), цель которой состоит в том, чтобы расположить свои були как можно ближе к бюту. Противник же при этом пытается расположить свои були ещё ближе, или же выбить шары соперника. В отличие от петанка, шары в спорт-буле бросаются игроком с разбега. Существуют 2 техники игры: метание, при котором шар прокатывается через зону 1; и выбивание, при котором шар должен перелететь через всю центральную зону и или ударить по выбранной игроком цели (по булю противника или по бюту), или приземлиться не далее, чем в 50 см от неё (окружность радиусом в 50 см заранее прочерчивается полтинником).
Команда, выигравшая жеребьёвку перед началом игры, первой бросает свой бют, вслед за этим бросает свой первый буль. Вторая команда бросает свои були следом — до тех пор, пока она не положит свой шар ближе к бюту, чем шары соперника, либо не выбьет их. Когда у команды больше нет булей, наступает ход противника, который может кидать или катать свои шары с целью либо расположить их ближе к бюту, либо отбросить були противника, либо выбить бют из игровой зоны. Перед броском игрок обязан объявить, что именно является его целью. Партия играется до 11 очков и длится от 1½ до 2½ часов. Выигрывает та команда, которая или первой наберёт необходимое число очков, или та, которая будет вести в счёте по окончании отведённого на игру времени.
Существуют 4 вида традиционной игры:
- простая — в каждой команде по одному игроку, у каждого по 4 буля, продолжительность партии 1½ часа.
- двойная — в каждой команде по два игрока, у каждого по 3 буля, продолжительность партии 2 часа.
- тройная — в каждой команде по три игрока, у каждого по 2 буля, продолжительность партии 2 часа.
- четвертная — в каждой команде по четыре игрока, у каждого по 2 буля, продолжительность партии 2½ часа[13].

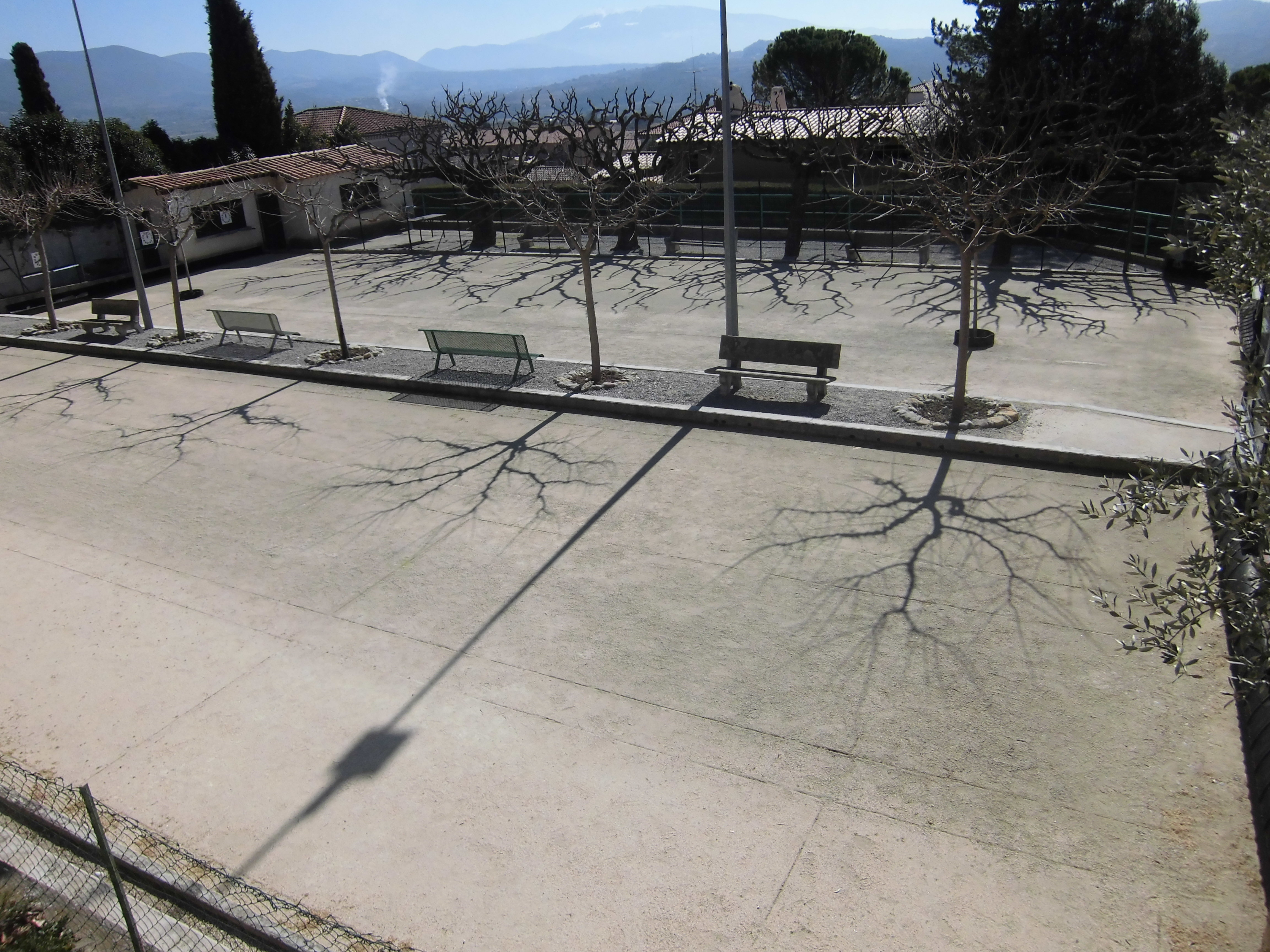
Площадка для игры в спорт-буль в Винсобре, департамент Дром.

#### Комбинированная игра
Комбинированная игра является индивидуальной. Каждый игрок имеет в своём запасе по 4 буля и имеет в своём распоряжении 8 бросков — 4 метания и 4 выбивания. Игроки поочерёдно выполняют то одну операцию, то другую. Первый игрок бросает бют, вокруг места падения которого очерчивается окружность диаметром 1,40 метра, называемая мишенью. Затем второй игрок должен поместить свой буль максимально близко к цели и обязательно в рамки мишени. Каждый правильный бросок приносит игроку по одному очку — если после броска буль оказывается не далее, чем в 5 мм от бюта, такое положение называется биберон (дословно соска) и приносит игроку 2 очка. Следом за этим ход переходит ко второму игроку, задача которого состоит в выбивании — в случае, если ему удаётся выбить шар соперника за пределы мишени, ему начисляется одно очко. Положение, при котором игрок смог не только выбить шар соперника, но и удержать собственный буль внутри мишени, называется каре и приносит игроку 2 очка. Когда у метателя нет больше шаров, выбиватель имеет выбор: или выбить чужой буль за одно очко или попытаться выбить бют и заработать 2 очка. Побеждает тот, кто за партию из 32 бросков наберёт больше очков. Игра длится около 1¼ часа.

#### Метание на точность
Метание на точность (фр. tir de précision) — в дальнем конце игрового поля размещается специальный коврик длиной 6 и шириной 0,75 метров, в котором вырезаны 6 продолговатых отверстий. В этих отверстиях располагаются 10 белых шаров диаметром 100 мм и 1 белый шар диаметром 36 мм, которые необходимо выбить, а также несколько красных шаров диаметром 95 мм и 1 красный шар диаметром 36 мм, которые служат препятствиями для выбивания белых шаров и которых нельзя задеть при броске. У игрока есть 11 бросков, за которые он должен выбить все белые шары. Первая мишень располагается на расстоянии 13,1, а последняя — на расстоянии 18 метров, на каждый бросок отводится не более 30 секунд. В зависимости от качества выполненных бросков, игроку начисляются очки (максимум за партию — 37 очков). В случае успешного выполнения всех бросков, игра начинается сначала вплоть до совершения ошибки.

#### Прогрессивное метание
Прогрессивное метание (фр. tir progressif) — в двух концах площадки размещены 2 ковра, аналогичных используемым в метании на точность. В одном из отверстий каждого ковра находятся по белому шару, также аналогичному используемым в метании на точность. Задача игрока состоит в том, чтобы метнуть свой буль, выбить при этом белый шар за пределы прорезанного отверстия, затем переместиться на другой край игрового поля и повторить операцию в противоположном направлении. Первый шар находится на расстоянии 13 метров от линии броска, каждый последующий — всё дальше, шестой шар располагается на расстоянии 17 метров. За каждый выбитый шар начисляются очки. Задача состоит в том, чтобы набрать как можно больше очков за отведённое время (5 минут).

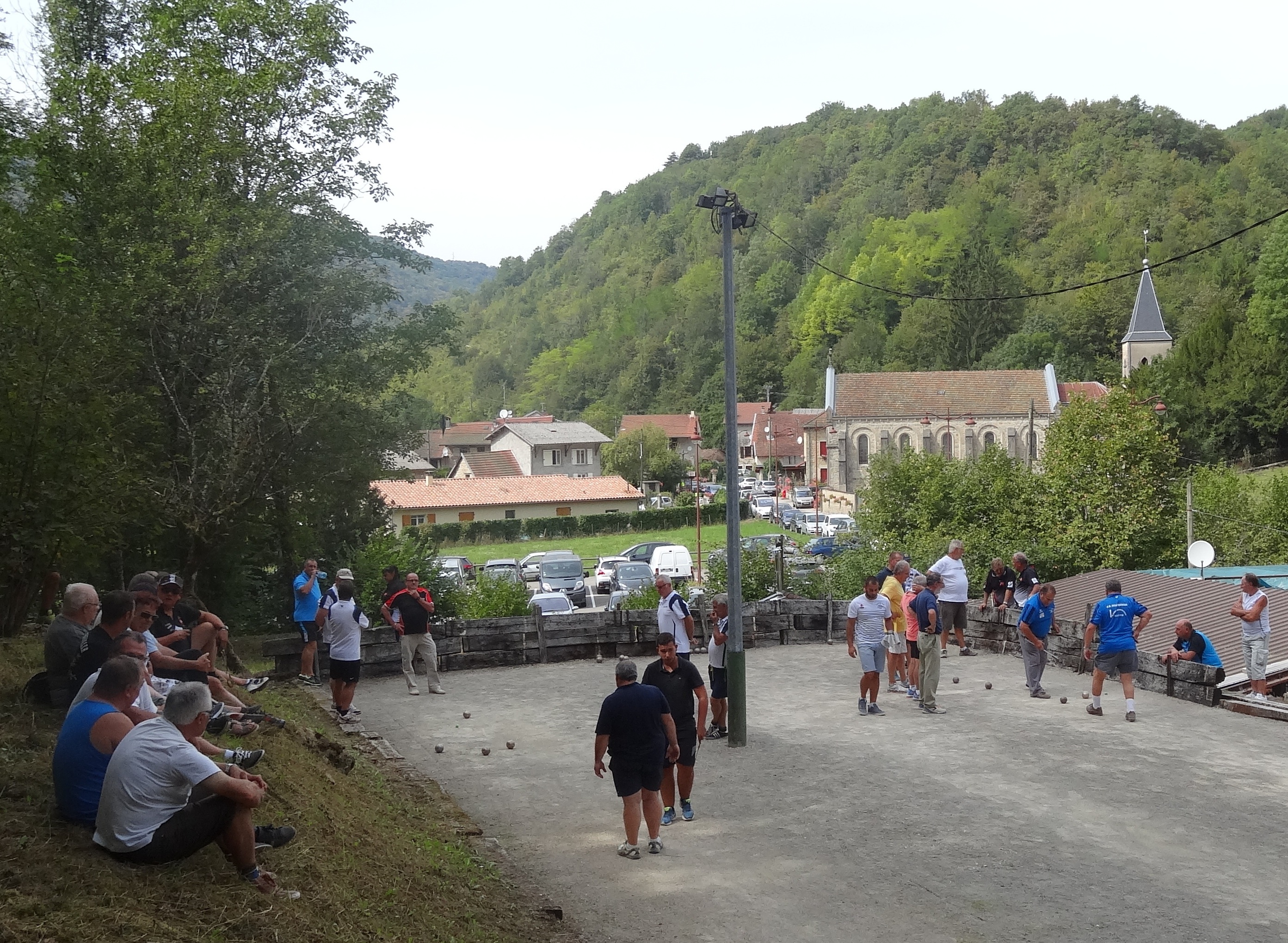
Игра в спорт-буль на деревенском празднике в Конане, департамент Эн

#### Эстафета
Эстафета (фр. tir en relais) аналогична прогрессивному метанию, но выполняется в команде из двух человек. У каждого из игроков по 4 броска.

#### Скоростное метание
Скоростное метание (фр. tir à cadence rapide) во многом похоже на прогрессивное метание. Разница состоит в том, что бют находится всегда на одинаковом расстоянии от игрока (14 метров для мужчин и 13 метров для женщин), а за отведённое время (5 минут) необходимо набрать как можно больше очков — каждый выбитый шар даёт по одному очку.

## Стратегия и тактика
Игру начинает игрок, называемый нацеливающим (фр. pointreur). Это самый спокойный и уравновешенный игрок в команде, потому что от первого броска во многом зависит исход партии. Задача нацеливающего — расположить свой буль как можно ближе к бюту. Нацеливающий должен обладать особым чутьём и знанием игровой площадки, он должен предугадать траекторию буля, что особенно важно традиционной земляной площадке, на которой могут быть неровности (часто невидимые под слоем песка), мелкие камешки и т. п.
Вслед за нацеливающим в игру вступает метатель (фр. tireur. Его задача — положить свой буль как можно ближе к бюту, при этом возможно отодвинуть були противной команды, в идеале — выбить их за пределы площадки. При этом, метатель должен обладать хорошей координацией движения и ни в коем случае при разбеге не заступить за черту. Буль метателя может лететь по различным траекториям, но он должен коснуться площадки не далее, чем в 49,5 см от выбранного в качестве цели места (должно быть объявлено перед броском, соответствующий круг очерчивается полтинником). Поскольку задачей метателя является не просто положить свой буль в нужное место площадки, но сделать так, чтобы после его столкновения с булем противника оба шара направились в нужном для метателя направлении и на нужное расстояние, он должен обладать особым чутьём и умением правильно раскрутить метаемый им буль (как в бильярде). Траектория полёта шара при этом может быть очень различной: от почти горизонтальной до почти отвесной — выбрать правильную траекторию для достижения поставленной цели также входит в круг умений метателя.

## Соревнования
Первый регулярный чемпионат прошёл 1894 году (по другим данным — в 1900 году), в нём приняли участие 1200 игроков.
В чемпионате 1926 году в национальных соревнованиях по спорт-булю приняло участие около трёх тысяч участников из двадцати департаментов.
В 1933 году была создана Национальная федерация спорт-буля, преобразованная в 1942 году во Французскую федерацию спорт-буля. В 1946 году была учреждена Международная федерация спорт-буля (фр. Fédération International de Boules), в состав которой вошли национальные федерации из Франции, Италии, Швейцарии и Княжества Монако. Её первым президентом был избран француз, г-н Жассеран. В 1957 году этот вид спорта был признан французским олимпийским комитетом в качестве показательного вида спорта. В конце 1990-х годов спорт-буль был включён в программу Средиземноморских игр.
В 1972 году Французская федерация спорт-буля насчитывала 167 000 членов, состоявших в 3907 клубах. К 2013 году число организованных поклонников этого вида спорта существенно сократилось и составило 55 800 членов, но ассоциация всё ещё была десятой по численности среди всех федераций неолимпийских видов спорта.
В наше время под эгидой Всемирной конфедерации спортивных игр в шары (фр. Confédération Mondiale des Sports de Boules), аффилированной с Международным олимпийским комитетом, проводятся многочисленные соревнования по спорт-булю, участия в которых принимают булисты из большого количества стран. Всего в конфедерацию входят 68 национальные федерации с пяти континентов. Согласно календарю соревнований на 2018 год, размещённому на сайте федерации, планируется проведение 32 международных турниров, включая региональные (чемпионаты Европы, Африки, Америки и Азии-Океании), молодёжные и женские турниры. Помимо этого планируются соревнования по спорт-булю в рамках Средиземноморских игр в июне в Таррагоне (Испании и чемпионат мира для женских и молодёжных команд в октябре в Цзясине (Китай).
Спорт-буль вместе с петанком и бочче является кандидатом на включение в качестве спортивной дисциплины в Олимпийские игры 2024 года в Париже.

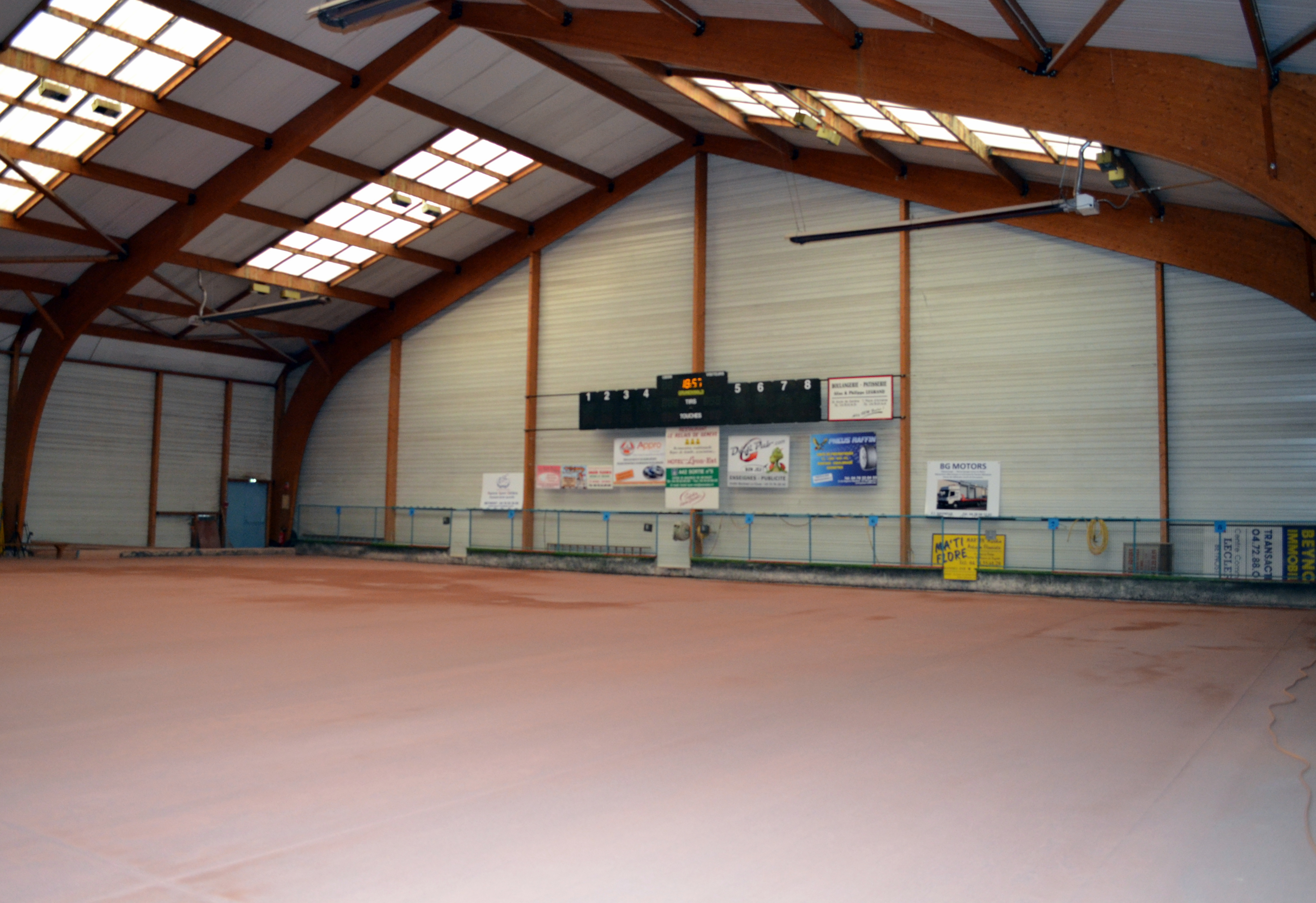
Интерьер булодрома в Сен-Морис-де-Бено, департамент Эн.

### Судейство
Для судейства соревнований по спорт-булю во Франции выделяются 6 категорий арбитров, которые проходят обучение и должны быть должным образом сертифицированы:
1. Местный арбитр (фр. arbitre local) — может судить любительские непрофессиональные соревнования местного уровня;
2. Молодёжный арбитр (фр. jeune arbitre) — для соревнований между детскими и молодёжными командами (младше 13, младше 15, младше 18 лет);
3. Традиционный арбитр (фр. arbitre trad) — может судить на традиционных непрофессиональных соревнованиях;
4. Клубный арбитр (фр. arbitre club) — для судейства клубных соревнований;
5. Федеральный арбитр (фр. arbitre fédéral) — для судейства любых соревнований до национального уровня;
6. Национальный арбитр (фр. arbitre National) — для судейства соревнований национального и международного уровня[28].

## Традиции
Среди игроков в спорт-буль существует поговорка, звучащая как «сделать Фанни» (фр. faire Fanny). Сейчас это выражение распространилось в том числе и среди игроков в петанк, и означает «провести партию, не набрав ни одного очка». Якобы эта фраза впервые появилась не менее ста лет назад в первом бульном клубе «Кло-Жув», находившемся (и всё ещё находящемся) в лионском квартале Круа-Русс. По легенде, на играх частенько присутствовала местная девушка лет 20 по имени Фанни, которая имела обыкновение издеваться над проигравшим, показывая ему свой зад. Несчастная окончила свои дни в сумасшедшем доме, но её имя оказалось увековечено в этой поговорке и в стоящей в «Кло Жув» статуе.

## Спортивные ассоциации
- Confédération Mondiale des Sports de Boules — Всемирная конфедерация спортивных игр в шары (помимо спорт-буля, проводит также соревнования по петанку и раффе).
- Fédération International de Boules — Международная федерация спорт-буля.
- Fédération Française du Sport Boules — Французская федерация спорт-буля.